# فولغا

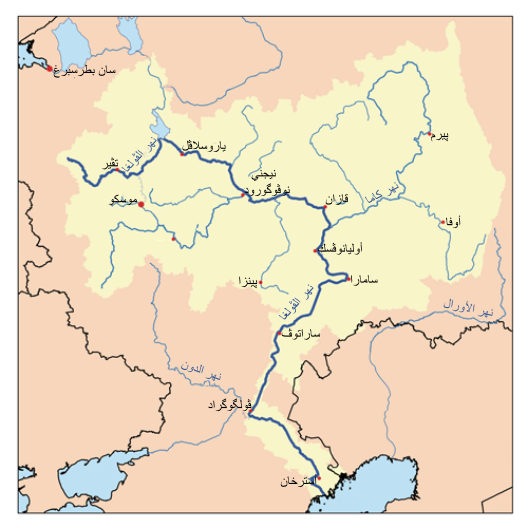
مسار النهر بالأزرق، وحوض فولغا بالأصفر

نهر الفولغا أو الفُلغة أو الإِتِل (بالروسية: Во́лга) هو أطول نهر في أوروبا. يقع في روسيا، ويتدفق عبر وسط روسيا إلى جنوب روسيا ثم إلى بحر قزوين. يبلغ طول نهر الفولجا 3531 كيلومتر (2194 ميل)، وتبلغ مساحة حوضه 1360000 كيلومتر مربع (530000 ميل مربع). هو أيضًا أكبر نهر في أوروبا من حيث متوسط التصريف في الدلتا - بين 8000 متر مكعب/ثانية (280000 قدم مكعب/ثانية) و8500 متر مكعب/ثانية (300000 قدم مكعب/ثانية) - وحوض الصرف. يُنظر إليه على نطاق واسع على أنه النهر الوطني لروسيا. نشأت الدولة الروسية القديمة الافتراضية، الخاقانية الروسية، على طول نهر الفولجا نحو عام 830 بعد الميلاد. تاريخيًا، كان النهر مكان لقاء مهم لمختلف الحضارات الأوراسية.
يتدفق النهر في روسيا عبر الغابات وسهول الغابات والسهوب. تقع خمس من أكبر عشر مدن في روسيا، بما في ذلك العاصمة موسكو، في حوض تصريف نهر الفولجا. لأن نهر الفولجا يصب في بحر قزوين، وهو مسطح مائي داخلي، فإن نهر الفولجا لا يتصل بشكل طبيعي بأي من محيطات العالم.
تقع بعض أكبر الخزانات المائية في العالم على طول نهر الفولجا. يحمل النهر معنى رمزيًا في الثقافة الروسية - وغالبًا ما تشير إليه الأدبيات والفولكلور الروسي باسم Волга-матушка (الأم فولجا).

## الوصف
نهر الفولجا هو أطول نهر في أوروبا، وتقع منطقة مستجمعاته المائية بالكامل تقريبًا داخل روسيا، على الرغم من أن أطول نهر في روسيا هو نظام نهر أوب إرتيش. ينتمي إلى الحوض المغلق لبحر قزوين، وهو أطول نهر يتدفق إلى حوض مغلق. يقع مصدر نهر الفولجا في قرية فولجوفيرخوفي في منطقة تفير. يرتفع نهر الفولجا في تلال فالداي على ارتفاع 225 مترًا (738 قدمًا) فوق مستوى سطح البحر شمال غرب موسكو ونحو 320 كيلومترًا (200 ميل) جنوب شرق سانت بطرسبرغ، ويتجه شرقًا عبر بحيرة ستيرزه وتفير ودوبنا وريبنسك وياروسلافل ونيجني نوفغورود وكازان. من هناك يتجه جنوبًا ويتدفق عبر أوليانوفسك وتولياتي وسامارا وساراتوف وفولغوغراد، ويصب في بحر قزوين أسفل أستراخان على ارتفاع 28 مترًا (92 قدمًا) تحت مستوى سطح البحر.
يحتوي نهر الفولجا على العديد من الروافد وأهمها نهر كاما ونهر أوكا ونهر فيتلوغا ونهر سورا. يشكل نهر الفولجا وروافده نظام نهر الفولجا، الذي يتدفق عبر منطقة تبلغ مساحتها نحو 1350000 كيلومتر مربع (521238 ميل مربع) في الجزء الأكثر اكتظاظًا بالسكان في روسيا. يبلغ طول دلتا الفولجا نحو 160 كيلومترًا (99 ميلًا) وتشمل ما يصل إلى 500 قناة ونهرًا أصغر. هو أكبر مصب في أوروبا، وهو المكان الوحيد في روسيا حيث يمكن العثور على طيور البجع وطيور النحام واللوتس. يتجمد نهر الفولجا في معظم طوله لمدة ثلاثة أشهر كل عام.
يصب نهر الفولجا في معظم غرب روسيا. توفر خزاناته الكبيرة العديدة مصدرًا للري والطاقة الكهرومائية. تشكل قناة موسكو وقناة الفولجا-الدون وممر الفولجا-البلطيق ممرات مائية صالحة للملاحة تربط موسكو بالبحر الأبيض وبحر البلطيق وبحر قزوين وبحر آزوف والبحر الأسود. أثرت مستويات التلوث الكيميائي المرتفعة سلبًا على النهر وموائله.
يوفر وادي النهر الخصيب كميات كبيرة من القمح وغيره من المنتجات الزراعية، كما يحتوي على العديد من الثروات المعدنية. تتركز صناعة البترول الكبيرة في وادي الفولجا. تشمل الموارد الأخرى الغاز الطبيعي والملح والبوتاس. كما تعد دلتا الفولجا وبحر قزوين مناطق صيد للأسماك.

## الحركة الاقتصادية عليه

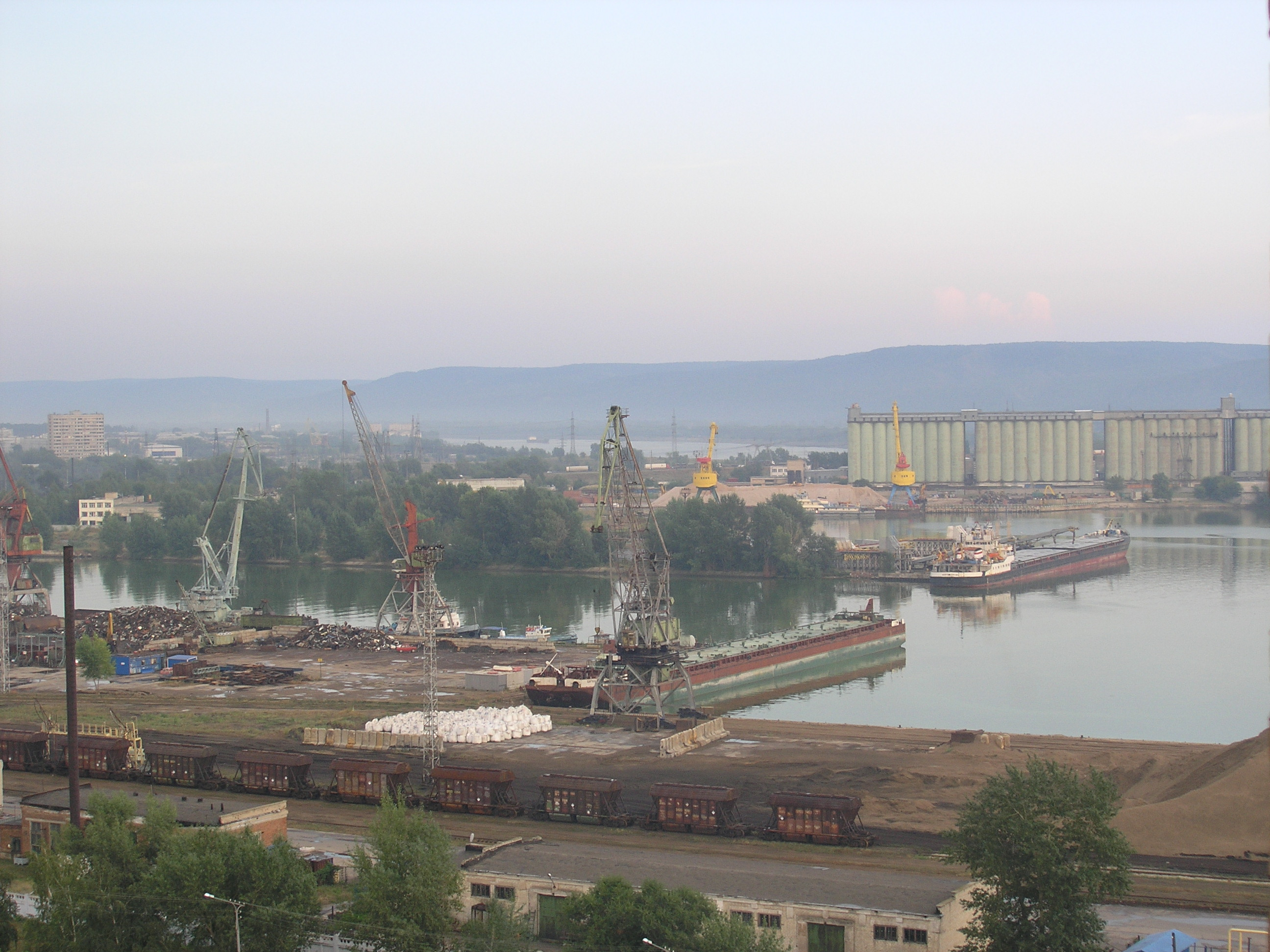
ميناء نهري في مدينة تولياتي

يتمتع هذا النهر بوجود حركة تجارية ممتازة وسفن تمر ذهاباً وإياباً محملة بالبضائع وغير سفن وبواخر النقل العام ويعتمد كثير منه وعليه تقوم كثير من الأنشطة الزراعية في المنطقة، علاوة على أن أكثر من نصف السكان في الإتحاد الروسي يعتمدون على النقل عن طريق سفن هذا النهر في التنقل من مدينة إلى مدينة، وقد قامت الحكومة الروسية بإنشاء ممرات على النهر صناعية لحصر البضائع وللجمارك ويستخدم النهر في نقل كثير من البضائع وبالأخص الحكومية مثل النفط والأخشاب ومواد البناء والغاز الطبيعي وغير ذلك. وقد عُلم مؤخراً بوجود رواسب على جوانب مجرى النهر تختزن النفط والغاز الطبيعي والملح وبعض المعادن الأخرى وتقوم على النهر محطات توليد كهربائية عملاقة قائمة للاستفادة من جريان النهر في توليد الطاقة الكهربائية وثمانية سدود كبيرة لحجز المياه فيه.

## من المدن الواقعة عليه
من المدن الواقعة على نهر الفولغا وروافده هي:
- موسكو (العاصمة الروسية) وتقع على رافد أوكا.
- مدينة قازان (عاصمة جمهورية تتارستان) وتقع على الحافة الشرقية للنهر وهي من كبرى المدن
- مدينة بيرم في الشمال وتقع على الرافد كاما
- مدينة ستالينغراد وتسمى اليوم فولغوغراد وهي من كبرى المدن الروسية، وفيها حدثت معركة ستالينغراد أثناء الحرب العالمية الثانية.
- مدينة أوفا وتقع على الرافد كاما.
- مدينة أستراخان وتقع في أقصى الجنوب قريباً من مصب النهر.
- مدينة سامارا وتقع على الجانب الشرقي من النهر إلى الجنوب من قازان
- مدينة ساراتوف وهي كسماره على الناحية الشرقية من النهر جنوباً منها
- مدينة أوليانوفسك وتقع إلى الناحية الغربية من النهر شرق العاصمة الروسية
- مدينة تفير شمال موسكو.
- مدينة بينزا وتقع إلى الشرق من النهر على الرافد أوكا
- مدينة ريازان إلى الجنوب من موسكو على الرافد أوكا أيضاً
- مدينة نيجني نوفغورود وتقع في حافة النهر الشرقية.

## معرض صور

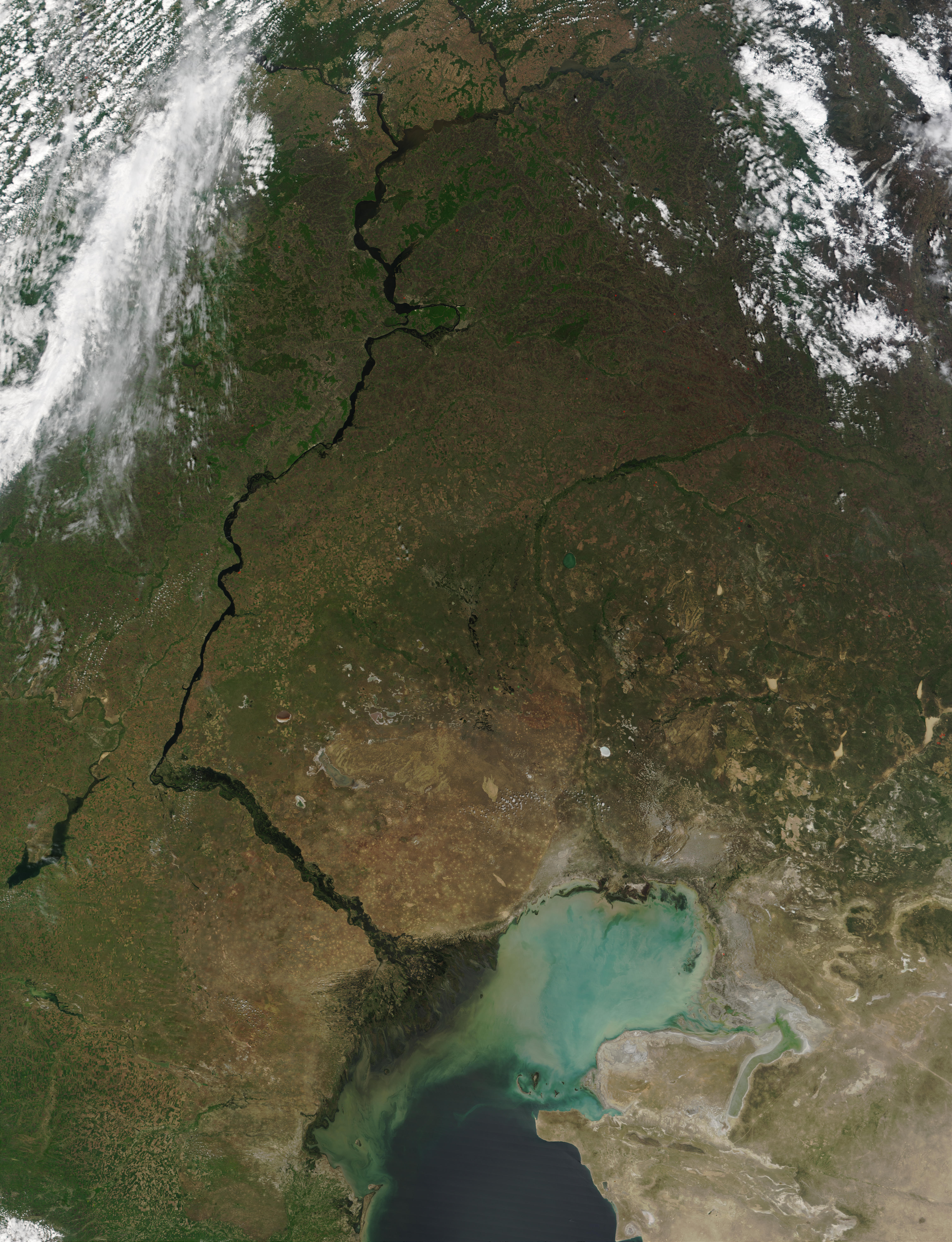
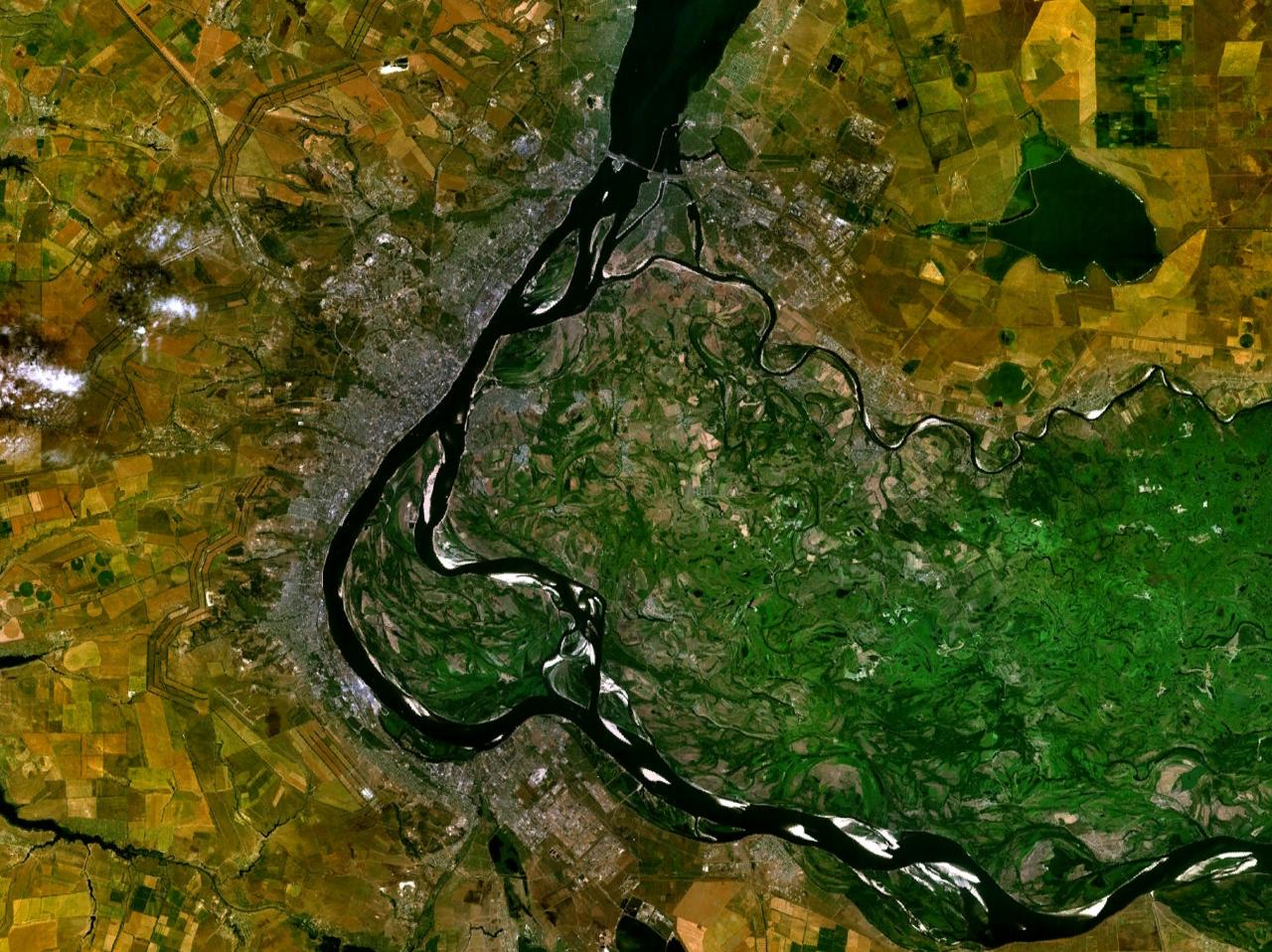
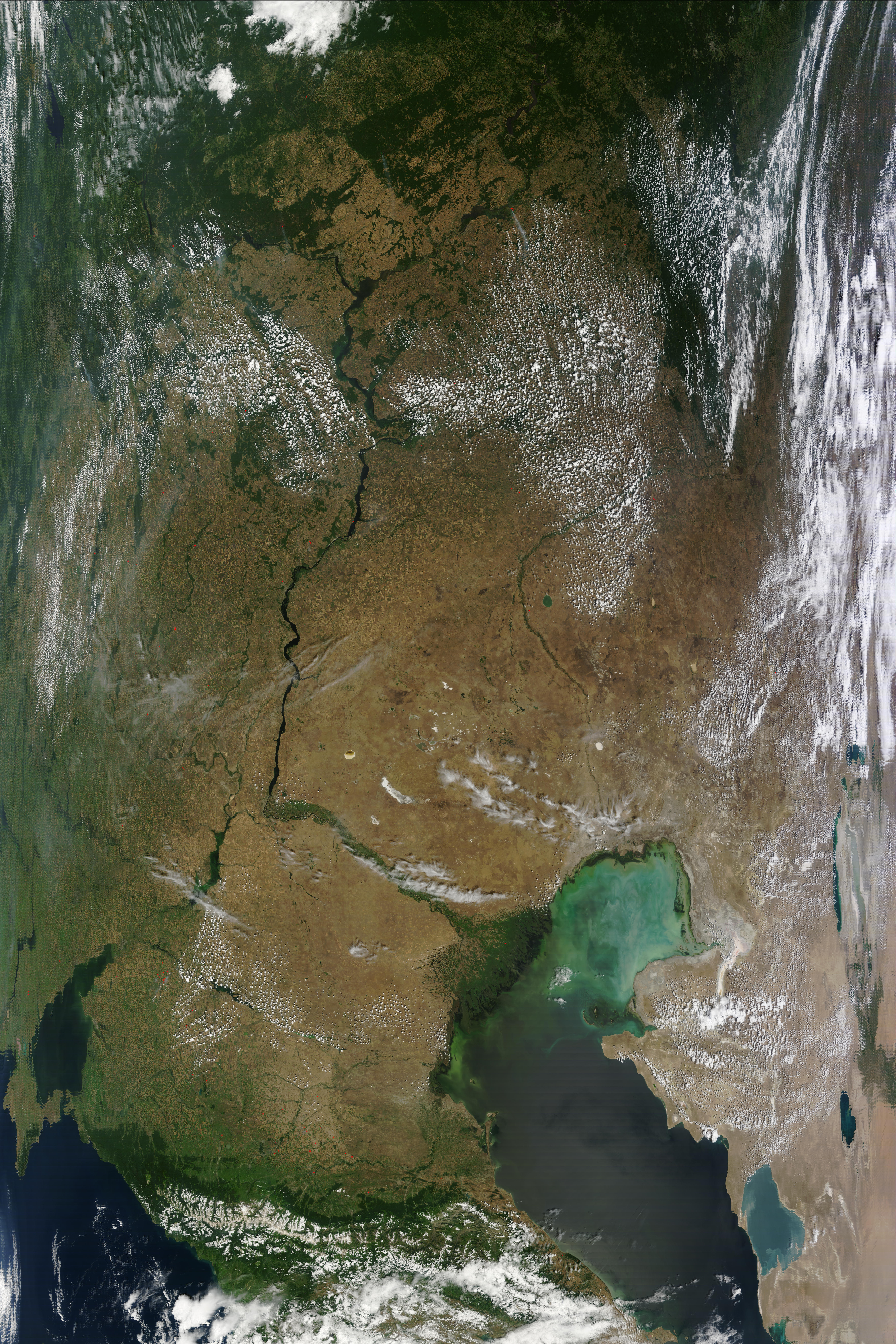
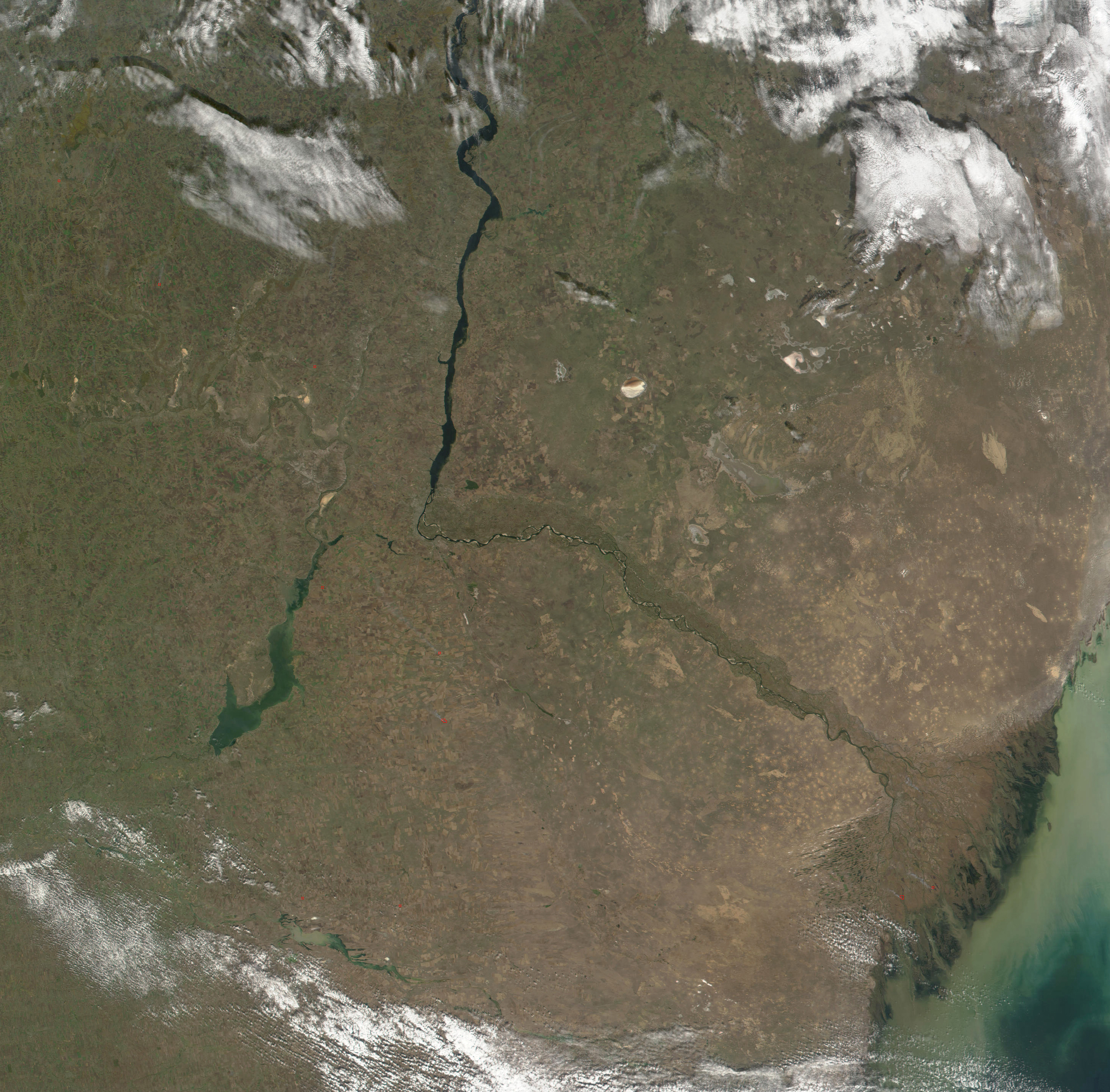